# 1860 en science
| Années de la science : 1857 - 1858 - 1859 - 1860 - 1861 - 1862 - 1863    |
| Décennies de la science : 1830 - 1840 - 1850 - 1860 - 1870 - 1880 - 1890 |

Cet article présente les faits marquants de l'année 1860 en science.

## Événements
- 28 juin : débat sur l'hippocampe entre les biologistes britanniques Richard Owen et Thomas Henry Huxley sur la position taxonomique de l'humain dans le règne animal, à la séance annuelle de la British Association for the Advancement of Science à Oxford[1].
- 30 juin : un débat oppose l'archevêque anglican Samuel Wilberforce au biologiste Thomas Huxley sur l'ouvrage de Charles Darwin, De l'origine des espèces au musée d'histoire naturelle de l'université d'Oxford[2].
- Août : Louis Pasteur effectue à Arbois des prélèvements d'air pour l'étude du problème de la génération spontanée ; le 20 septembre il est à Chamonix pour la même raison[3].

### Sciences physiques
- 30 janvier : le chimiste français Louis Pasteur, sur un rapport de Claude Bernard, reçoit le prix de Physiologie expérimentale de l'Académie des Sciences pour ses travaux relatifs aux fermentations[3].
- 10 mai : les chimistes allemands Robert Wilhelm Bunsen et Gustav Kirchhoff annoncent dans une lettre à Du Bois-Reymond leur découverte du césium isolé lors d'une spectroscopie de l'eau minérale de Dürkheim. Le 28 février 1861 ils communiquent à l'Académie de Berlin leur découverte du rubidium[4].
- 28 mai : le chimiste français Marcellin Berthelot présente à l'Académie des Sciences une note intitulée Sur la fermentation glucosique du sucre de canne qui soutient que toutes les réactions fermentaires sont de nature exclusivement chimique et peuvent se réaliser dans et hors du vivant. Dans sa note sur la fermentation alcoolique présentée le 11 juin Louis Pasteur affirme le contraire, ce qui déclenche une vive polémique entre les partisans du vitalisme et ceux du réductionnisme[5]. Les travaux du chimiste allemand Eduard Buchner qui découvre que les enzymes des levures peuvent fermenter le sucre sans cellules vivantes, y mettent fin[6].

Photographie de l'éclipse solaire totale du 18 juillet 1860, observée à Rivabellosa, près de Miranda de Ebro en Espagne par Warren de la Rue.

- 18 juillet : les astronomes Warren de la Rue et Angelo Secchi réalisent des photographies d'une éclipse totale de Soleil qui mettent en évidence les proéminences solaires[7].
- 3-5 septembre : congrès international de chimistes réuni à Karlsruhe.  Stanislao Cannizzaro, reprenant les idées d'Avogadro sur les molécules diatomiques, compile une table des poids atomiques et la présente à la conférence de Karlsruhe, mettant fin à des dizaines d'années de conflit sur la question des poids atomiques et des formules moléculaires[8].
- 19 septembre : lors d'un Congrès des naturalistes et médecins allemands tenu à Spire[9], le chimiste russe Alexandre Boutlerov propose de nommer « structure chimique » la manière dont les atomes se lient les uns aux autres dans une molécule[10].
- Le chimiste français Marcelin Berthelot réalise la première synthèse totale d'un composé organique, l'acétylène par la combinaison directe du carbone avec l'hydrogène[11].
- Le chimiste allemand Albert Niemann isole la cocaïne des feuilles de coca[12].
- L'artilleur écossais Andrew Noble invente le manomètre à écrasement, dit « crusher »[13].

### Technologie
- 24 janvier : l'inventeur franco-belge Étienne Lenoir dépose le brevet d'un moteur à combustion interne à deux temps utilisant le gaz de houille comme carburant[14].
- 9 avril : premier enregistrement sonore déchiffrable connu de la voix humaine, un phonautogramme, réalisé par Édouard-Léon Scott de Martinville (dix secondes de la chanson Au clair de la lune, restitué en 2007)[15].
- 20 avril : Charles-Anselme Deshayes reçoit un brevet à Paris pour une serrure de sûreté[16].
- 25 juillet : l'ingénieur français Charles Tellier dépose un brevet pour une machine frigorifique à circulation de gaz ammoniac liquéfié[17].
- 29 décembre : lancement du premier cuirassé à coque en fer de la Royal Navy, le HMS Warrior[18].

## Publications
- John Curtis : Farm Insects being the natural history and economy of the insects injurious to the field crops of Great Britain and Ireland with suggestions for their destruction.
- Gustav Fechner : Elemente der Psychophysik. Ce manifeste fondateur de la psychophysique contient la loi de Weber-Fechner relative à la sensation.

## Prix
- Médailles de la Royal Society
  - Médaille Copley : Robert Wilhelm Bunsen
  - Médaille royale : Augustus Volney Waller, William Fairbairn
  - Médaille Rumford : James Clerk Maxwell
- Médailles de la Geological Society of London
  - Médaille Wollaston : Searles Valentine Wood

## Naissances

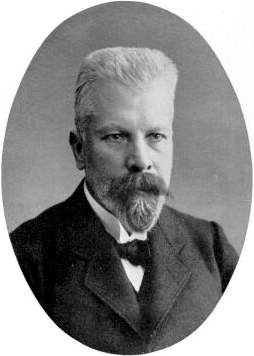
Eduard Buchner

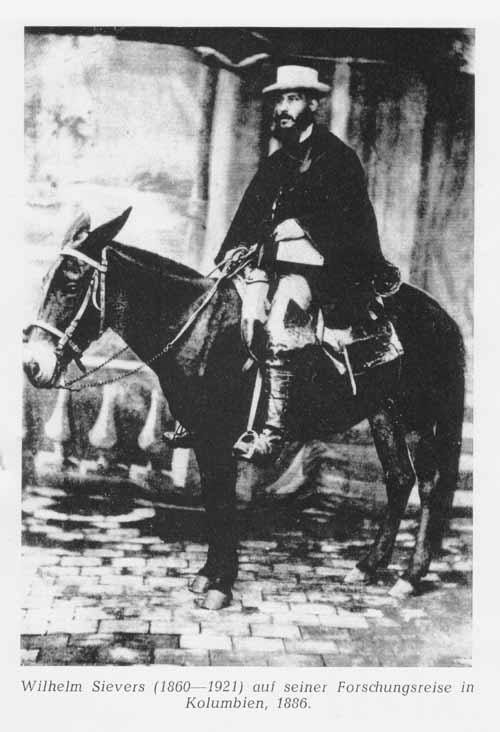
Wilhelm Sievers en Colombie.

- 11 janvier : Mary Jane Rathbun (morte en 1943), biologiste américaine.
- 14 janvier : George Francis Hampson (mort en 1936), entomologiste britannique.
- 28 janvier : Julius Bauschinger (mort en 1934), astronome allemand.
- 23 février : William Louis Abbott (mort en 1936), naturaliste et collectionneur américain.
- 28 février : Frédéric Houssay (mort en 1920), zoologiste français.
- 15 mars : Walter Frank Raphael Weldon (mort en 1906), zoologiste britannique.
- 29 mars : François Joseph Clozel (mort en 1918), administrateur colonial français.
- 20 avril : Ludwig Gattermann (mort en 1920), chimiste allemand.
- 29 avril : Paul Évariste Parmentier (mort en 1941), botaniste français.
- 2 mai : D'Arcy Wentworth Thompson (mort en 1948), biologiste écossais.
- 3 mai :
  - John Scott Haldane (mort en 1936), physiologiste irlandais.
  - Vito Volterra (mort en 1940), mathématicien et physicien italien.
- 20 mai :
  - Eduard Buchner (mort en 1917), chimiste allemand, prix Nobel de chimie en 1907.
- 25 mai : Daniel Moreau Barringer (mort en 1929), géologue américain.
- 23 juin : Walter Baldwin Spencer (mort en 1929), biologiste et anthropologue britanno-australien.
- 15 juillet : Max von Oppenheim (mort en 1946), historien et archéologue allemand.
- 19 juillet : Louis de Launay (mort en 1938), géologue français.
- 1er août : Ilya Ivanovich Ivanov (mort en 1932), biologiste russe.
- 5 août : Max Brückner (mort en 1934), géomètre allemand.
- 26 août : Louis Siret (mort en 1934), archéologue et illustrateur hispano-belge.
- 10 septembre : Clara Collet (morte en 1948), statisticienne britannique.
- 15 septembre : Philippe Fabia (mort en 1938), philologue et archéologue français.
- 28 septembre : Paul Villard (mort en 1934), physicien et chimiste français.
- 28 octobre : Gulielma Lister (morte en 1949), mycologue Anglaise.
- 15 novembre : Marcel Baudouin (mort en 1941), archéologue, ethnographe et homme politique français.
- 3 décembre : Wilhelm Sievers (mort en 1921), géographe allemand.

## Décès

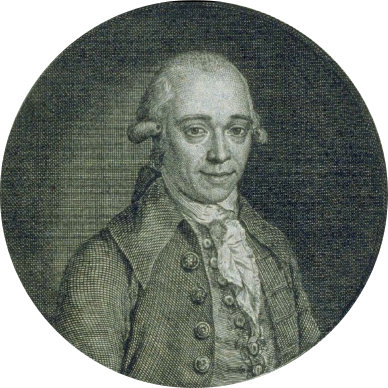
Christian Gmelin

- 6 janvier : William Spence (né en 1783), entomologiste britannique.
- 27 janvier :
  - Thomas Brisbane (né en 1773), astronome écossais.
- 26 mars : Theodore Edward Cantor (né en 1809), médecin et naturaliste danois[19].
- 18 avril : Anders Retzius (né en 1796), anatomiste suédois.
- 30 avril : Charles Louis de Chasseloup de La Motte (né en 1792), militaire et statisticien français.
- 13 mai : Christian Gmelin (né en 1792), chimiste allemand.
- 22 juin : Gabriel Alcippe Mahistre (né en 1811), mathématicien et mécanicien français.
- 29 juin : Thomas Addison (né en 1793), physicien et scientifique anglais.
- 11 juillet : Charles Goodyear (né en 1800), chimiste américain, inventeur du processus de vulcanisation.
- 14 août : André Marie Constant Duméril (né en 1774), zoologiste français.
- 5 novembre : Johann Friedrich Klotzsch (né en  1805), pharmacien et botaniste allemand.
- 6 novembre : Aymar de La Baume Pluvinel (mort en 1938), astronome français.
- 20 novembre : William Hutton (né en 1797), géologue et paléontologue britannique.
- 21 novembre : John Eatton Le Conte (né en 1784), naturaliste américain.